# Gare de Sartana
La gare de Sartana, (ukrainien : Сартана (станція)) est une gare ferroviaire ukrainienne située à Marioupol, dans l'oblast de Donetsk.

## Histoire
Elle a aussi porté le nom de gare Jdanov-tri. Depuis 2014 elle est le dernier arrêt passager, jusqu'en 2016 la gare avait une ligne vers Kiev et Lviv, mais seuls les trains de banlieue la desservent actuellement.

### Desserte
Elle dessert le Usine métallurgique Azovstal de Marioupol.